# 兩山戰役
两山战役，又称两山轮战、老山边界战争，是中华人民共和国与越南社会主义共和国为争夺老山与者阴山地区的一场战役。该战役集中爆发于1984年4月，双方激烈相持了将近三年。中国方面经过准备，采取各大军区轮流作战的方式与越军长期交战，最終宣告胜利并佔領两地区。1993年中越两国划定边界后，中国共产党中央军事委员会下令撤销云南前线指挥部，中国人民解放军取消战备。

## 战前形势
1979年中越战争后，中越双方再次出现争端，越南军队驱逐老山、者阴山等地的中国民众，在这些地方陆续实现控制。越南方面在老山建立了四个军事据点区，在者阴山修建1250高地和1052.4高地防御工事，并以此为基地，于1979年3月至1984年3月，向麻栗坡发射炮弹两万余发。中国方面称有300多名平民伤亡。
在此期间，中越两军在边境发生数千次冲突，解放军宣布击退并歼灭越军1800余名。1980年10月至1981年5月，昆明军区司令员张铚秀奉命率领昆明军区解放军进攻在罗家坪大山和扣林山的越军，重新控制罗家坪大山和扣林山，宣布歼灭越军200余名。

## 昆明军区发起两山战役：1984年2月 － 12月9日

### 越军序列
1984年4月，第二军区第313师在老山防御，被解放军第十四军第41师击败，退至八里河东山以南防御。1984年下半年参加了老山地域历次出击作战。辖步兵第14、122、191、247、266团、炮兵457团。1985年底由步兵第31师接防，后撤到河宣省休整。
第二军区步兵第314师在八里河东山正面组织防御。
1984年7月12日凌晨，第二军区前指发动MB—84战役，派遣步兵第316师第174团攻击那拉口子地区142号高地（李海欣高地）、149号高地，遭解放军第十四军第40师第119团顽强抵抗；第312师141团攻击八里河东山，未果。

## 南京军区轮战：1984年12月9日 － 1985年5月30日

### 解放军序列
- 南京军区
  - 陆军第一军，政委史玉孝、军长傅全有、参谋长吴铨叙、副军长李乾元
    - 第一师
      - 第一团，团长陈传发

    - 陆军第十二军第三十六师（属陆军第十二军）
    - 南京军区炮兵第九师
- 福州军区
  - 第十三炮兵团
  - 第一工兵团
- 北京军区第十五工兵团
- 南京军区第二工兵团
- 沈阳军区高炮第十八团
- 武汉军区第八、十二汽车团
- 昆明军区第七工兵团
- 总参谋部直属第一一五工程团
- 第一侦察大队（第二十军）
- 第二侦察大队（第五十四军）
- 第三侦察大队（第十三军）
- 第四侦察大队（第五十军）
- 第五侦察大队（第四十三军）
- 成都军区汽车第十七团

### 过程
1984年7月13日，中央军委命令南京军区陆军第一军军部率第一师、第三十六师，炮兵第九师师部率第三团、十四团；福州军区炮兵第三师第十三团赴云南中越边境轮战，集结于文山、砚山两县驻训，并于1984年12月9日接替陆军第十一军、第十四军和炮兵第四师在老山、八里东山方向的防御任务。其余部队驻扎文山州，参加防御作战。中方总参谋部调令武汉军区第二十、五十四军、成都军区第十三、五十军、广州军区第43军调遣部队组成五个侦察大队，驻训参战。成都军区汽车第17团接替武汉军区汽车第八、十二团。1985年5月25日，第一军和第一、二、三、四、五侦察大队，武汉军区汽车第十二团全部撤离出战区。

### 双方伤亡
- 中方数据：中方参战26,624人，第1军63人死亡，负伤123人。
- 越方数据：越方死亡5,527人、伤150人、被俘17人。

## 济南军区轮战：1985年5月30日 － 1986年4月30日

### 解放军序列
- 济南军区
  - 陆军第六十七军[註 1]，军长张志坚，政委姜福堂，参谋长粟戎生
    - 陆军第一九九师[註 2]，师长郑广臣、政委杜铁环、副师长张凤龙、副政委张纪根、政治部主任王洪尧
    - 炮兵第十二师
    - 陆军第一三八师，师长金仁燮
- 第六侦察大队（第二十六军、第四十六军）
- 第七侦察大队（空降兵第十五军）
- 第八侦察大队（新疆军区部队）
- 第九侦察大队（第十九军）
- 第十侦察大队（第二十一军）
- 成都军区第十七汽车团
- 北京军区第十六工兵团

### 越军序列
1985年初，第26军步兵第322师调往河宣省渭川一线参战，隶属于第二军区河江前指。该师辖步兵183、567、800、852团，炮兵481团，坦克营，防空炮兵营。1985年5月31日，第322师向解放军第199师老山防区发起进攻，第567团攻占A6b高地（211高地）。6月11日解放军第199师第595团以2个连兵力强攻211高地未果。1985年10月第322师结束轮战撤回。
1985年11月下旬至12月中旬，越南人民军第3军下属的第31师奉命完成了临战扩编（增补士兵2236人、军官200人，从编制规定的85%增加到90%），从北太省驻地调往第2军区轮换河宣省渭川县边境线上的步兵第313师和步兵第356师投入前沿作战。
- 步兵第31师：代号“兰江师”。师长陈达清
  - 步兵第866团：满编战备团。接防了982、881、754团的防区。团长阮红秋
    - 第3营：营长苏庭语（Tô Đình Ngữ）上尉

  - 步兵第977团：60%编制的团。接防了第981团和第356师135团第5营的防区。团长阮康儋，政治副团长范洪光
  - 步兵第922团：新兵训练架子团
  - 炮兵第4团：接防炮兵第457团。团长阮文富
    - 炮兵第4营
    - 第二军区炮兵第1营

  - 工兵第7团
  - 第827汽车运输营

1986年6月底，第31师奉命移交防区，然后分为12个机动队，撤回北太省驻地。

### 过程
1985年3月，济南军区陆军第六十七军一九九师、第四十六军一三八师、济南军区炮兵第十二师共计31,146人进入文山、砚山两县集结驻训，并于5月30日进入战区接替陆军第一军所属部队防务。此外第二十六、四十六军组建第六侦察大队、空降兵第十五军组成第七侦察大队，进入老山战区。同年9月，新疆军区、第十九军、第二十一军分别组成第八、第九、第十侦察大队相继进入战区，至1986年六七月间，先后撤离战区归建。1986年6月，第六十七军、第六侦察大队、第七侦察大队、成都军区汽车第十七团撤出轮防。

### 主要战役战斗
- “M1”计划
- “M2”计划

### 双方伤亡
- 中方数据：中方参战31,146人，中方第67军413人死亡，负伤1,721人。
- 越方数据：死亡4,000余人、伤4,390人、被俘10人。

## 兰州军区轮战：1986年4月30日 － 1987年4月30日

### 解放军序列
- 兰州军区
  - 陆军第四十七集团军，军长钱树根、政委宫永丰
    - 摩托化步兵第一三九师，师长黄俊杰、政委刘冬冬、副师长常万全
    - 摩托化步兵第六十一师，师长刘登云、政委张海阳（属陆军第二十一集团军）
    - 步兵第一四一师
    - 炮兵第一旅

  - 直属汽车团
  - 直属电子对抗营
- 第十一侦察大队（陆军第二十七集团军、北京卫戍区、天津警备区）
- 第十二侦察大队（陆军第三十八集团军）

### 过程
1986年4月30日，陆军第四十七集团军所属部队进入老山战区接替陆军第六十七集团军防务。1987年5、6月间，陆军第四十七集团军所属部队先后撤离战区。中央军委于1986年9月1日命令，北京军区陆军第二十七集团军接替陆军第四十七集团军在老山战区的防务。北京军区陆军第二十七集团军、北京卫戍区、天津警备区组成的第十一侦察大队进入战区；陆军第三十八集团军组成第十二侦察大队进入战区。1987年2月，先后撤离战区。1986年12月，北京军区部队集结完成。1987年4月30日，陆军第二十七集团军接替陆军第四十七集团军的防务。

### 主要战役战斗
- “蓝剑-B”计划（出击968高地，10.14战斗）
- “34-1工程”计划（出击55号阵地，10.19战斗）
- “北虎”行动（出击310阵地，1.5战斗）

### 双方伤亡
- 中方数据：149人死亡，受伤892人；
- 越方数据：越方死亡2,440人、受伤4,151人、被俘6人。

## 轮战结束
中央军事委员会于1993年2月10日批复：解除老山地区防御作战任务，撤销云南前指，边防部队转入正常守卫，停止空军航空兵和地空导弹部队在中越边境轮战。

## 戰爭結果
中國夺取老山地区，并在5年时间内轮换驻防各大军区所属部队，提高战斗力。而负责主攻的中国人民解放军第十一军第三十一师师长廖锡龙、中国人民解放军第十四军副军长王祖训、第四十师副师长朱启；以及轮换部队将领第一军政委史玉孝、军长傅全有、参谋长吴铨叙，第四十七集团军军长钱树根，第六十七集团军军长张志坚，第二十七集团军政委徐永清、军长钱国梁等将领都陆续晋升中国人民解放军上将军衔。
同时，以下单位被授予英雄称号：
- 老山英雄连：第四十师第一一八团第八连
- 老山穿插英雄连：第四十师第一一九团第四连
- 老山防御英雄连：第四十师第一一九团第七连
- 者阴山英雄连：第三十一师第九十三团第九连
- 英雄四连: 第一三九师第四一七团第四连

### 引用
1. ↑  Zhang, p. 161.
2. ↑  （越南語） "Hơn 4.000 chiến sĩ hy sinh bảo vệ biên giới Vị Xuyên" （页面存档备份，存于）, VnExpress, 14 July 2016.
3. ↑  沙力; 闽力. . 四川文艺出版社. 1992: 43 （中文（简体））.
4. ↑  张铚秀，《军旅生涯》（张铚秀回忆录），解放军出版社，1998年，ISBN 7-5065-3589-0 第438-439页
5. ↑  《中央高原方向主力部队历史——越南人民军陆军第三军军史》

### 书籍
- 倪創輝：《十年中越戰爭》，2009年9月，天行健出版社，ISBN 978-988-17515-5-3
- 张铚秀：《军旅生涯》（张铚秀回忆录），1998年12月，解放军出版社，ISBN 7-5065-3589-0